# Tela Botanica
Tela Botanica és una xarxa de col·laboració de botànics francòfons el 80% dels quals resideixen a França (al voltant de 47.000 inscrits el 2020).
Ha servit de model per a la xarxa d'entomòlegs Tela Insecta, que es desenvolupa en associació amb Tela Botanica .

## Context
Davant la importància creixent dels objectius lligats a la protecció dels recursos del planeta i a la necessitat de la seva explotació durable, convé que la botànica recuperi un lloc destacat a la cruïlla de moltes disciplines que porten al coneixement de les plantes i del món vegetal : flora, sistemàtica, taxonomia, fitosociologia, fitogeografia (o geobotànica), corologia, ecologia vegetal, etnobotànica, etc.
És amb l'objecte de sostenir aquesta renovació de la botànica en l'espai francòfon que la xarxa Tela Botanica ha vist la llum.

## Taxons, abast i apartats
Tela Botanica, a més de la França metropolitana, inclou informació de taxons de plantes de països francòfons d'Àfrica del Nord, Àfrica tropical i Antilles franceses i enllaços amb les flores de Líban, Guyana, La Reunió, Nova Caledònia.
Per a cada tàxon trobem els 9 apartats següents: Síntesi, Descripció, Il·lustracions, Distribució (en alguns casos sobrepassa el territori polític de França i inclou informació dels PPCC), Etnobotànica (En molts casos hi ha els noms vernacles de les plantes en 8 llengües europees inclòs el català (fra, spa, eng, cat, ita, deu, ndl, ell) –vegeu més avall-), Ecologia, Nomenclatura, Bibliografia i Estat de protecció. Com a exemple, podeu navegar per aquests apartats en el cas de l'orella d'os i la farigola / timó: Ramonda myconi i Thymus vulgaris

## Històric
La xarxa Tela Botanica va ser creada i és gestionada per una associació d'acord amb la Llei francesa de 1901: l'Associació Tela Botanica. Aquesta associació va dipositat els estatuts (1999-12-14) al departament d'Erau. Els membres fundadors són: la Societat Botànica de França, la revista La Garance voyageuse i l'associació ACEMAV) i l'iniciador del projecte Daniel Mathieu.
La seu de l'associació és situada al carrer de Verdun, 1bis, de Montpeller
La progressió de la xarxa ha estat ràpida: en quatre anys (2000-2003) la xarxa dobla el nombre d'inscrits; en set anys (2000-2006) arriba a 10 000 inscrits; el 20 000 é membre entra el 22 d'abril de 2013; l'any 2014 la xarxa té aproximadament 24 000 inscrits; i el 2020 més de 47 000, amb 110 països representats.
Un estudi realitzat per investigadors de la Universitat de Quebec a Montreal del 2008 a 2010, sota la direcció de Serge Proulx, descriu que Tela Botanica és a la vegada una xarxa social de botànics francòfons amb idees per compartir, una plataforma Web, un portal i una font d'informació actualitzada regularment; una comunitat epistèmica dedicada a la producció de coneixements col·lectius. La xarxa present també, segons ells, a la vegada les característiques d'una associació no lucrativa i les d'una organització innovadora gestionada segons un model «quasi-business»; capaç de participar tant en projectes locals com en projectes de recerca internacionals, i capaç de construir i organitzar un bé comú, posant l'accent sobre els comportaments proactivament socials, de col·laboració, i de producció de béns col·lectius.
Segons aquests mateixos investigadors, Tela botanica és una mena de «comunitat de doble via», que ha sabut associar els trets de dos models de producció habitualment separats:
- el primer és el d'una producció substancial, de tipus professional i comunitari, procedent de membres fermament actius i estretament lligats a la «comunitat en línia» botànics confirmats o supervisats per companys (avaluació d'experts o peer review);
- el segon és una producció oberta i basada en el proveïment participatiu, de «micro-participacions» de molts membres, sovint anònims, lligats per «vincles febles»

Això permet a Tela Botanica ser una comunitat de coneixement i d'aprenentatge; que és a la vegada una comunitat de pràctiques (que desenvolupa col·lectivament les competències de tots i cadascun als dominis de la botànica), i una comunitat epistèmica, constituïda per una xarxa de professionals experts. «El que és nou aquí és que els experts i els no-experts formen part de la mateixa xarxa de col·laboració» Això condueix a interaccions complexes –internament– entre botànics aficionats i professionals. I a l'exterior influeix en la manera de com el lloc és percebut institucionalment. La xarxa ha hagut de gestionar tensions amb una part de la xarxa científica institucional, i poc a poc fer-se reconèixer com a actor creïble del camp de la botànica, sobretot per inscriure's en col·laboracions oficials.
Els sociòlegs, a través d'aquest exemple, examinen també els mitjans i possibilitats per a organitzacions no lucratives d'actuar de manera professional; o per a comunitats de col·laboració voluntària participar en xarxes de recerca organitzada de manera professional. La xarxa és jove encara, «Quina és l'estabilitat d'aquesta nova forma d'organització, tant en termes d'organització interna com de reconeixement extern, l'abast dels seus projectes, la qualitat del seu treball i les seves relacions i connexions amb el seu entorn?" Tela Botanica és un exemple d'innovació organitzativa que no és originalment de baix a dalt, però que combina el treball col·lectiu i la innovació. "És un híbrid entre models amb ànim de lucre o sense ànim de lucre que participa en la innovació dirigida per la comunitat, però també genera resultats professionals”, va concloure S. Proulx el 2010.

## Objectius
Els principals objectius són:
- crear vincles entre els botànics francòfons;
- crear projectes col·lectius;
- compilar dades per posar-les a disposició dels botànics;
- reagrupar les iniciatives que contribueixen al desenvolupament de la botànica, inclosa la «botànica digital»[10]

## Funcionament
La xarxa Tela Botanica s'adreça a totes les persones, físiques o jurídiques, interessades pel coneixement i la protecció del món vegetal, en una ètica de respecte de la natura, de l'home i del seu medi ambient.
El funcionament es basa en dues opcions:
- la lògica i l'ètica de les xarxes de col·laboració per la manera de participació dels membres (vegeu els treballs de Jean-Michel Cornu);
- l'ús massiu de les TIC (tecnologies de la informació i de la comunicació) com a vector d'intercanvi entre membres a través del seu portal d'Internet de botànica de parla francesa.

Tots els programaris i totes les aplicacions desenvolupades en el marc de la xarxa són de llicència lliure CeCILL. Les dades i els documents són principalment difosos sota una llicència lliure Creative Commons. S'estableix una estreta col·laboració amb el portal botànic de parla francesa de fr.Wikipedia.
La xarxa és dinamitzada per una ONG que també garanteix la gestió financera del projecte, amb 11 empleats (2019), gràcies sobretot al 69,4% de les subvencions públiques (2018). Una part important del treball prové del treball voluntari dels membres. Ells poden ser consultats pel comitè de direcció per obtenir el parer sobre opcions importants.

### Activitats d'informació
Tela Botanica publica un butlletí de notícies setmanal en relació amb la botànica difós gratuïtament, exclusivament per Internet. Aquest butlletí així com el lloc internet són de lliure accés i sense publicitat
Un Curs en línia obert massiu (Massive Open Online Course - MOOC) botànic fou obert el 5 de setembre de 2016 de cara a una iniciació del coneixement de les plantes i renovat el 2018 en la corresponent plataforma.
El març de 2020, a causa del confinament per l'epidèmia del coronavirus SARS-CoV-2 (causa de la malaltia covid-10), està prevista una reobertura excepcional del MOOC Botanica.

## Projectes de la xarxa
Entre els diferents projectes realitzats per la xarxa podem mencionar:
- l'índex bibliogràfic de les publicacions botàniques francòfones: recull de més de 26 000 referències consultables en línia;
- l'Índex de sinònims de la flora de França (Index synonymique de la flore de France): índex que es pot consultar i descarregar amb més 86 000 noms de plantes de la França metropolitana (índex iniciat per Michel Kerguélen i continuat per Benoît Bock com a part de la xarxa Tela Botanica);
- Noms vernacles de les plantes en 8 llengües europees: francès, espanyol, català, italià, alemany, neerlandès, anglès i grec), Tela Botanica utilitza el codis de llengües ISO 639-3 (de 3 lletres). Els hem acompanyat dels codis equivalents ISO 639-1 (de 2 lletres, habitual a Wikipedia per designar aquestes mateixes llengües): fra-fr, spa-es, eng-en, cat-ca, ita-it, deu-de, ndl-nl, ell-el, respectivament.;
- la recollida i entrada de quadres de registres fitosociològics d'associacions vegetals de la França metropolitana i de les regions veïnes;
- la llista de les plantes de cada departament de França;
- l'inventari dels herbaris de França, en col·laboració amb la Universitat de Montpeller 2 i el Museu Nacional d'Història Natural;
- la síntesi de les discussions en relació amb la botànica en els fòrums de la xarxa Tela Botanica;
- la participació en el projecte API (African Plants Initiative) de digitalització dels plecs d'herbaris (tipus) de flora africana finançat per la fundació americana A. Mellon, en col·laboració amb la Universitat de Montpeller 2 i el Museu Nacional d'Història Natural;
- el projecte de plataforma informàtica Pl@ntNet destinat a la compilació i l'intercanvi d'eines i de coneixements de botànica.[14][15][16]

Un espai és dedicat a la presentació del conjunt dels projectes i dels fòrums de discussió de la xarxa, la qual cosa permet a tots els membres participar en els diferents tallers.